# Mimoseae
Mimoseae és una tribu de plantes fanerògames pertanyent a la subfamília Mimosoideae, dins de la família de les Fabaceae.

## Descripció
Són arbres, arbustos, enfiladisses o rares vegades herbes anuals o bianuals, inermes o amb agullons o espines. Les fulles amb glàndules o sense en el pecíol i/o en el raquis. Les inflorescències tenen bràctees florals decídues o persistents. Les flors des de tri- a hexàmeres. Els estams en igual número que els pètals (flors haplostèmones) o el doble que aquests (flors diplostèmones), exserts, lliures o lleugerament fusionats en la base, a vegades petaloides en les flors estèrils. Les anteres generalment són dorsifixes, a vegades subbasifixes, introrses, rares vegades latrorses, glabres o ocasionalment piloses (Leucaena), amb o sense glàndula apical sèssil o estipitada. L'ovari és sèssil o estipitat, glabre o amb indument. Els òvuls 2-nombrosos, estil atenuat o eixamplat cap a l'àpex. L'estigma és terminal poriforme, tubular, cupuliforme, infundibuliforme o truncat. El fruit és un llegum bivalve generalment comprimits, ocasionalment cilíndrics, torulosos, espiralats o tetragonals, rares vegades alats, a vegades corbats, membranacis, cartacis o llenyosos, indehiscents o dehiscents al llarg d'un o tots dos marges, a vegades les valves se separen del marge persistent (reple) i es divideixen en segments transversals (artells), cadascun amb una llavor. Les llavors estan comprimides, a vegades alades (Cylicodiscus, Lemurodendron, Fillaeopsis, Indopiptadenia, Newtonia, Parapiptadenia, Piptadeniastrum i Pseudopiptadenia), sense aril, a vegades cobertes per una polpa prima, funicles prims, amb o sense endosperma.

## Distribució
Regions tropicals i subtropicals d'Amèrica, Àfrica, Madagascar i Àsia, abundants en zones àrides i semiàrides, menys freqüents en zones temperades.

## Taxonomia
Tribu amb prop de 39 gèneres i 650-725 espècies en el món, la majoria pertanyents al gènere Mimosa (500-510). A la Vall de Tehuacán-Cuicatlán es troben 5 gèneres i 28 espècies.

## Gèneres
| - Adenanthera - Adenopodia - Alantsilodendron - Amblygonocarpus - Anadenanthera - Aubrevillea - Calliandropsis - Calpocalyx - Cylicodiscus - Desmanthus - Dichrostachys - Dinizia - Elephantorrhiza - Entada - Fillaeopsis - Gagnebina - Indopiptadenia - Kanaloa - Lemurodendron | - Leucaena - Microlobius - Mimosa - Neptunia - Newtonia - Parapiptadenia - Piptadenia - Piptadeniastrum - Piptadeniopsis - Plathymenia - Prosopidastrum - Prosopis - Pseudopiptadenia - Pseudoprosopis - Schleinitzia - Stryphnodendron - Tetrapleura - Xerocladia - Xylia |

## Galeria d'imatges

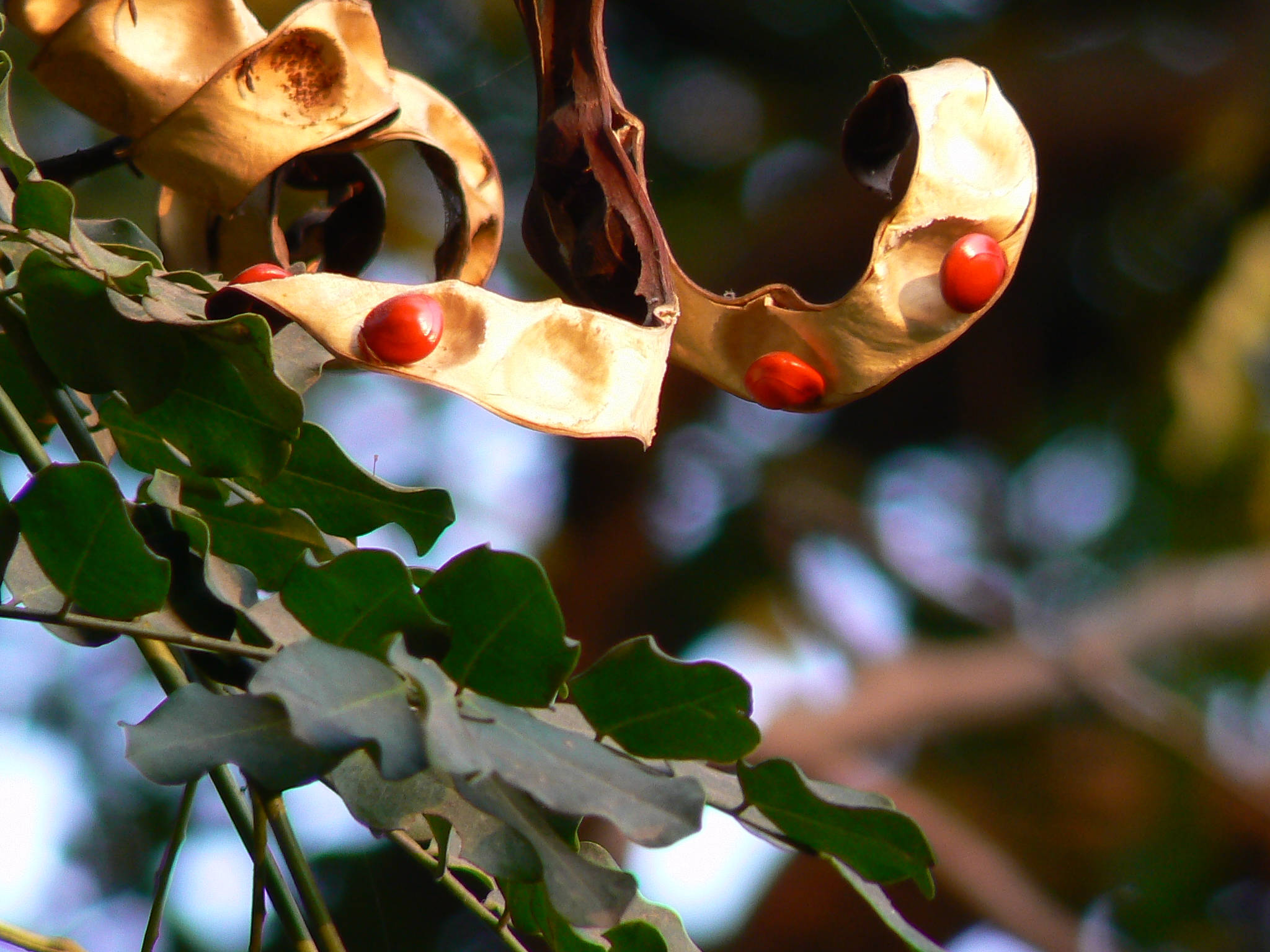
Fruits de Adenanthera pavonina
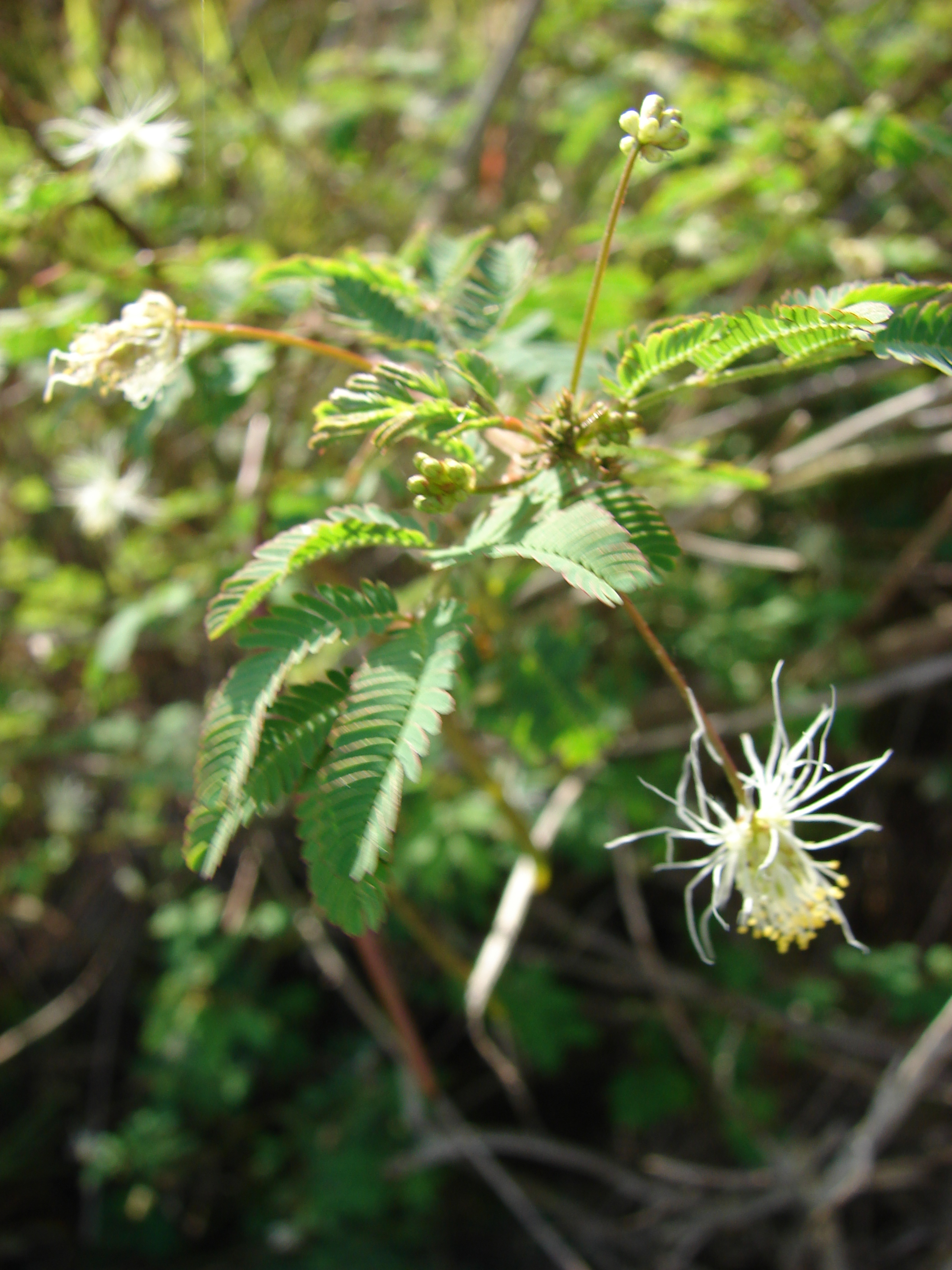
Desmanthus pernambucanus
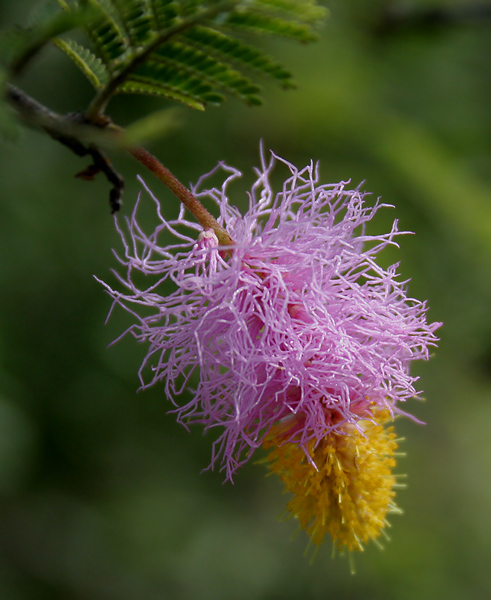
Dichrostachys cinerea
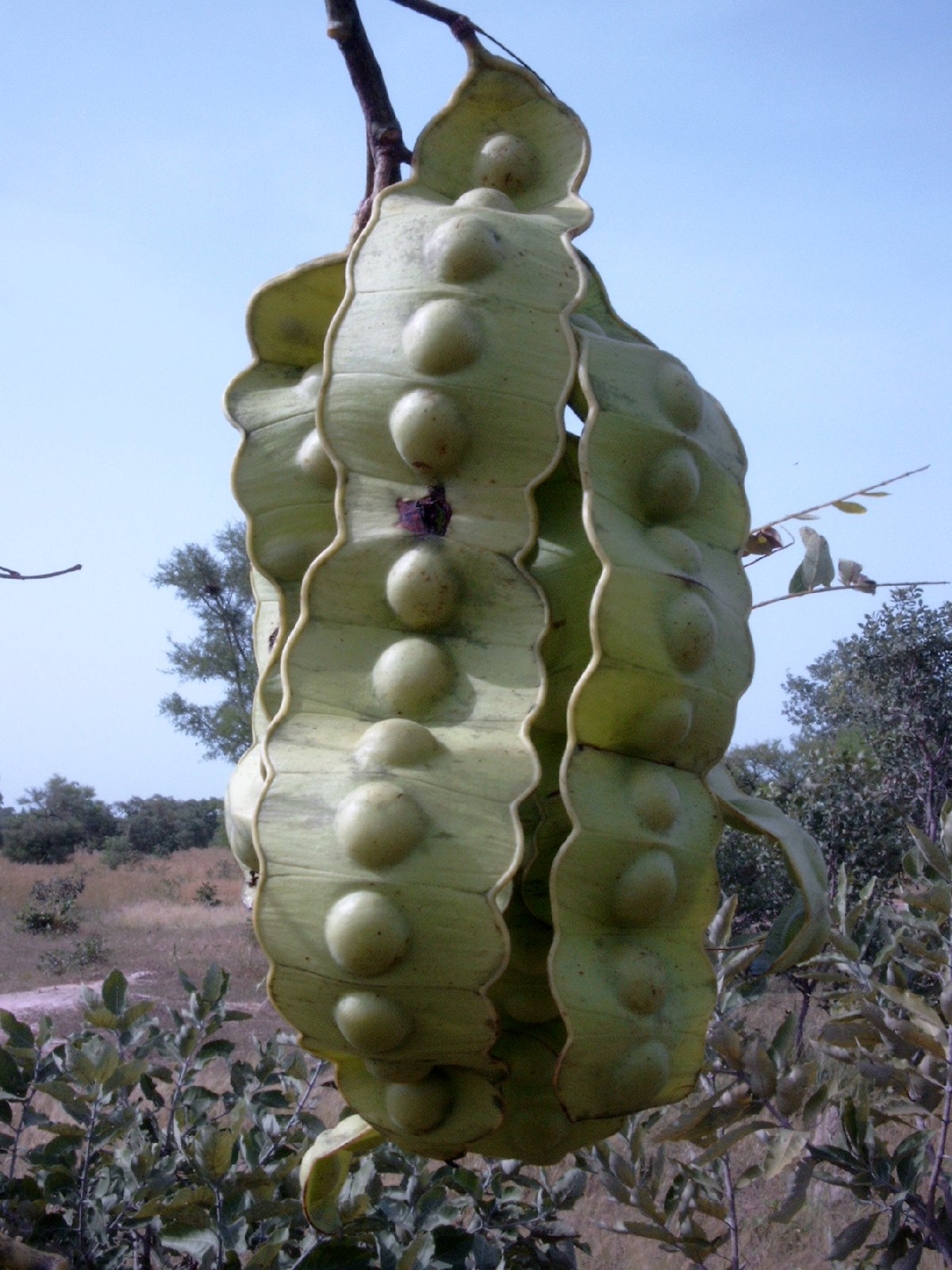
Entada africana
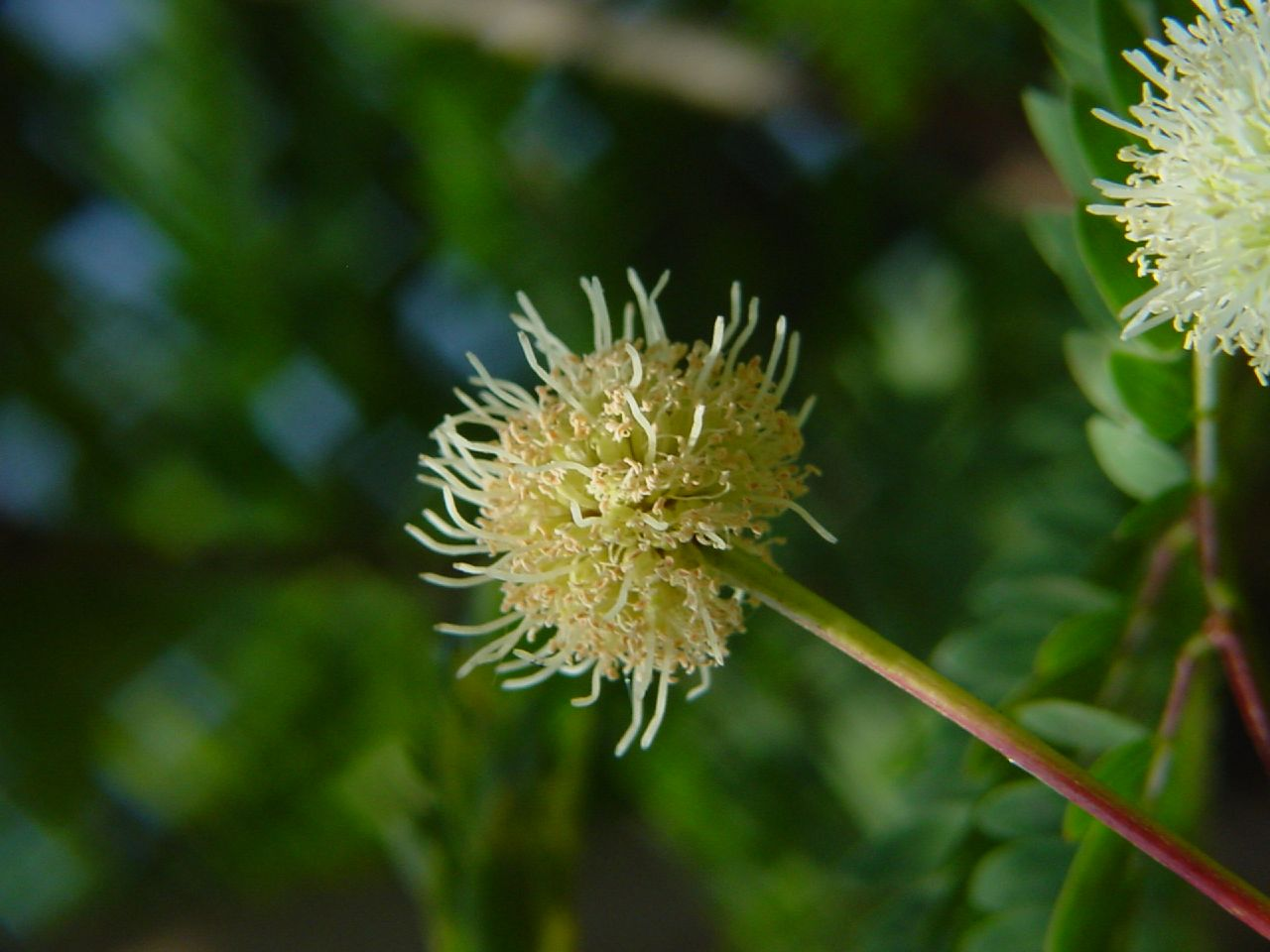
Leucaena leucocephala
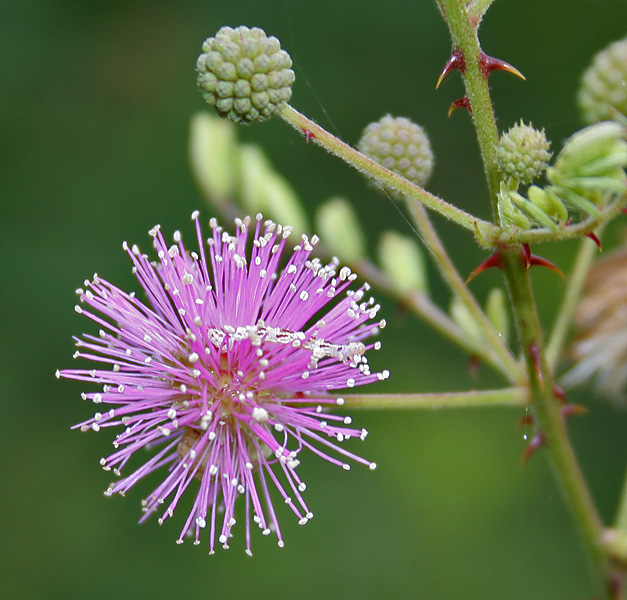
Mimosa hamanta
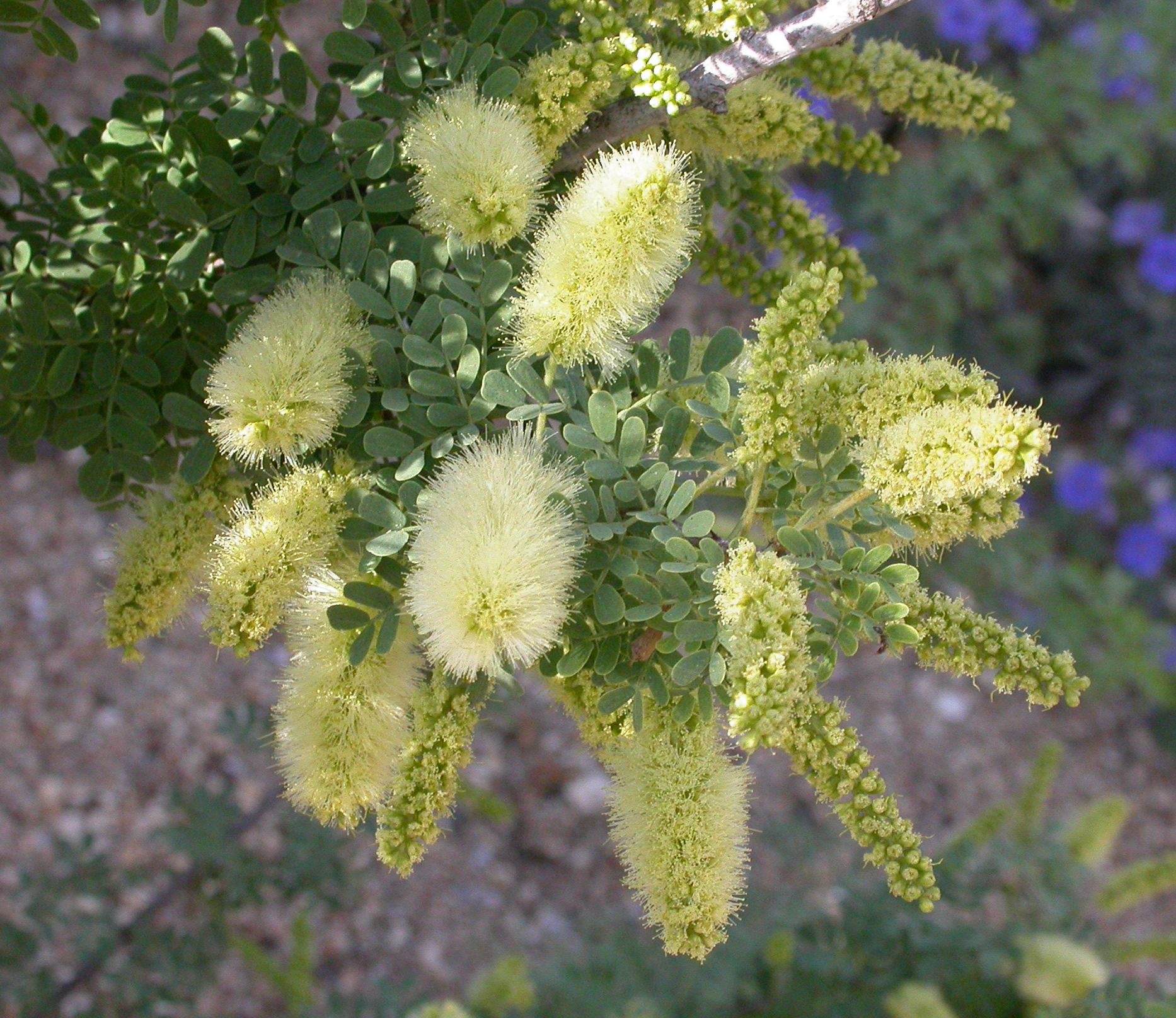
Prosopis pubescens